# Habitatge al carrer Rubió i Ors, 45 (Cornellà de Llobregat)
L'Habitatge al carrer Rubió i Ors, 45 és una obra noucentista de Cornellà de Llobregat (Baix Llobregat) inclosa a l'Inventari del Patrimoni Arquitectònic de Catalunya.

## Descripció
Habitatge entre mitgeres estructurat en planta baixa i pis rematat amb un terrat de barana de pedra balustrada, els balustres amb jardineres. Les entrades són allindades amb els marcs ressaltats amb una faixa blanca i a la planta baixa, hi ha una entrada per cotxes, un arc escarser amb coberta de persiana.
Presenta gran quantitat d'elements arquitectònics interessants a nivell de façana i que es pot datar d'inicis de segle xx.
És el cas d'aquesta sèrie de cases agrupades a nivell de façana, coronades amb balustra de terra cuita, arrebossats que destaquen el contorn de portes i finestres. Van haver reformes a la planta baixa.

## Història
Habitatge probablement de principis del segle xx.